# Albert Walder
Albert Walder (* 9. November 1957 in Toblach) ist ein ehemaliger italienischer Skilangläufer.

## Werdegang
Walder, der für den G.S. Forestale startete, lief sein erstes von insgesamt 13 Weltcupeinzelrennen im Januar 1985 bei den Nordischen Skiweltmeisterschaften in Seefeld in Tirol, welches er auf dem 16. Platz über 30 km beendete. Ein Jahr zuvor gewann er den Gsieser-Tal-Lauf über 40 km Freistil. Im März 1985 holte er in Falun mit der Staffel seinen ersten Weltcupsieg. In der Saison 1985/86 kam er mit dem achten Platz über 5 km Freistil in Bohinj und den vierten Rang über 50 km Freistil in Oberstdorf auf den 21. Platz im Gesamtweltcup. Zudem wurde er in Oslo Zweiter mit der Staffel. In der folgenden Saison errang er drei Top-Zehn-Platzierungen. Dabei erreichte er in Lahti mit dem dritten Platz über 30 km Freistil seine einzige Podestplatzierung im Weltcupeinzel und zum Saisonende mit dem 14. Rang im Gesamtweltcup sein bestes Gesamtergebnis im Weltcup. Beim Saisonhöhepunkt, Nordischen Skiweltmeisterschaften 1987 in Oberstdorf, wurde er Achter über 50 km Freistil und Fünfter mit der Staffel. Im Jahr 1988 gewann er den Marcialonga über 64 km Freistil. Seine letzten Weltcuprennen absolvierte er bei den Olympischen Winterspielen 1988 in Calgary. Dort kam er auf den 16. Platz über 50 km Freistil und auf den fünften Platz mit der Staffel.

## Erfolge

### Weltcupsiege im Team
| Nr. | Datum         | Ort   | Disziplin           |
| --- | ------------- | ----- | ------------------- |
| 1.  | 10. März 1985 | Falun | 4 × 10 km Staffel 1 |

### Siege bei Skimarathon-Rennen
- 1984 Gsieser-Tal-Lauf, 40 km Freistil
- 1988 Marcialonga, 64 km Freistil

## Teilnahmen an Weltmeisterschaften und Olympischen Winterspielen

### Olympische Spiele
- 1988 Calgary: 5. Platz Staffel, 16. Platz 50 km Freistil

### Nordische Skiweltmeisterschaften
- 1985 Seefeld in Tirol: 16. Platz 30 km
- 1987 Oberstdorf: 5. Platz Staffel, 8. Platz 50 km Freistil

## Platzierungen im Weltcup

### Weltcup-Statistik
Die Tabelle zeigt die erreichten Platzierungen im Einzelnen.
- 1.–3. Platz: Anzahl der Podiumsplatzierungen
- Top 10: Anzahl der Platzierungen unter den ersten zehn
- Punkteränge: Anzahl der Platzierungen innerhalb der Punkteränge
- Starts: Anzahl gelaufener Rennen in der jeweiligen Disziplin
- Hinweis: Bei den Distanzrennen erfolgt die Einordnung gemäß FIS.

| Platzierung         | Distanzrennen a | Distanzrennen a | Distanzrennen a | Distanzrennen a | Distanzrennen a | Skiathlon Verfolgung | Sprint | Etappen- rennen b | Gesamt | Team c | Team c  |
| Platzierung         | ≤ 5 km          | ≤ 10 km         | ≤ 15 km         | ≤ 30 km         | > 30 km         | Skiathlon Verfolgung | Sprint | Etappen- rennen b | Gesamt | Sprint | Staffel |
| ------------------- | --------------- | --------------- | --------------- | --------------- | --------------- | -------------------- | ------ | ----------------- | ------ | ------ | ------- |
| 1. Platz            |                 |                 |                 |                 |                 |                      |        |                   |        |        | 1       |
| 2. Platz            |                 |                 |                 |                 |                 |                      |        |                   |        |        | 1       |
| 3. Platz            |                 |                 |                 | 1               |                 |                      |        |                   | 1      |        |         |
| Top 10              | 1               |                 |                 | 2               | 2               |                      |        |                   | 5      |        | 4       |
| Punkteränge         | 1               |                 | 3               | 4               | 4               |                      |        |                   | 12     |        | 4       |
| Starts              | 1               |                 | 3               | 5               | 4               |                      |        |                   | 13     |        | 4       |
| Stand: Karriereende |                 |                 |                 |                 |                 |                      |        |                   |        |        |         |

### Weltcup-Gesamtplatzierungen
| Saison  | Platz | Punkte |
| ------- | ----- | ------ |
| 1984/85 | 41.   | 10     |
| 1985/86 | 21.   | 20     |
| 1986/87 | 14.   | 36     |
| 1987/88 | 30.   | 10     |